# Петра Халмай
Петра Халмай (угор. Petra Halmai, 29 травня 1997) — угорська плавчиня.
Учасниця Олімпійських Ігор 2020 року, де в змішаній естафеті 4x100 метрів комплексом її збірна посіла 15-те місце (останнє серед тих, що фінішували) і не потрапила до фіналу. 